# Should've Said No
Singles de Taylor Swift
Picture to Burn
(2008) Love Story
(2008)
Should've Said No est le cinquième et dernier single de l'album Taylor Swift, écrit et interprété par la chanteuse américaine de country pop Taylor Swift. Il est sorti le 19 mai 2008.
Taylor dédia cette chanson à l'un de ses anciens petits amis qui l'avait trompé. Les paroles du refrain sont exactement celles qu'elle lui a dites.